# هنري ديل
السير هنري هاليت ديل (Henry Hallett Dale) ـ (9 يونيو 1875 - 23 يوليو 1968)، عالم أدوية إنجلترا. تقاسم  جائزة نوبل في الطب لعام 1936 مع أوتو لوفي، وذلك لأبحاثه حول الأسيتيل كولين ودوره كناقل كيميائي للمؤثرات العصبية.

## حياته
ولد ديل في لندن، وكان أبوه تشارلز جيمس ديل ـ الذي ترجع أصوله إلى مقاطعة ستافوردشاير ـ يعمل في صناعة الفخاريات. تعلم في كلية تولينغتون بارك، ثم في مدرسة ليز في كامبردج (التي سمي أحد مبانيها فيما بعد باسم ديل)، وفي سنة 1894 التحق بكلية الثالوث (ترنينتي كوليج) في جامعة كامبردج، حيث عمل تحت إشراف عالم وظائف الأعضاء جون لانغلي، وفي سنة 1903 قضى ديل بضعة شهور في فرانكفورت بألمانيا، حيث درس على يد بول إرليخ، وفي نفس العام قام ديل أيضاً بمساعدة إرنست ستارلينغ ووليام بايليس في تشريح كلب حياً، وهي الواقعة التي أدت فيما بعد إلى ما عرف بقضية الكلب البني.
حصل ديل على درجة الدكتوراه في الطب من جامعة كامبردج سنة 1909، وربطته صداقة مع أوتو لوفي أثناء عملهما معاً في الكلية الجامعية بلندن. وفي سنة 1914 تولى ديل منصب مدير قسم الكيمياء الحيوية وعلم الصيدلة بالمعهد الوطني للأبحاث الطبية في لندن.
منح ديل لقب «سير» سنة 1932، وحصل على وسام الاستحقاق سنة 1944، وعلى الصليب الأعظم لوسام الإمبراطورية البريطانية من رتبة فارس سنة 1948. خدم ديل في الجمعية الملكية بين عامي 1940 و1945، وأصبح أستاذ كرسي فولر للكيمياء بالمؤسسة الملكية سنة 1942، كما كان عضواً بالهيئة الاستشارية العلمية لمجلس الوزراء البريطاني إبان الحرب العالمية الثانية.

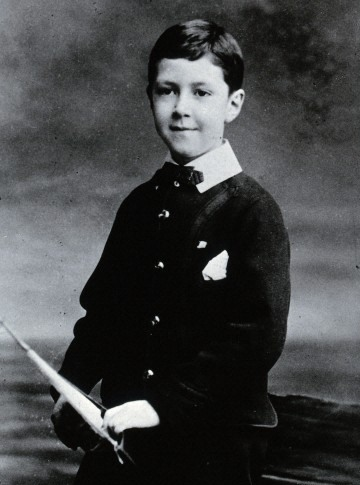
دايل عندما كان طفلا

تزوج ديل ابنة عمه إلين هارييت هاليت سنة 1904 وأنجبا ولداً وبنتين، وتوفي في كامبردج في 23 يوليو 1968.

## روابط خارجية
- هنري ديل على موقع الموسوعة البريطانية (الإنجليزية)
- هنري ديل على موقع مونزينجر (الألمانية)
- هنري ديل على موقع إن إن دي بي (الإنجليزية)